# کیتلین بیویج
کیتلین بیویج (انگلیسی: Kaitlyn Savage؛ زادهٔ ۲۷ اکتبر ۱۹۹۰) بازیکن فوتبال اهل ایالات متحده آمریکا است.